# Katarzyna Paskuda
Katarzyna Paskuda (ur. 13 września 1979 w Płocku) – polska modelka, aktorka i fotograf, redaktor naczelna magazynu Gentleman.

## Życiorys

### Edukacja
W 2006 roku ukończyła studia na Wydziale Aktorskim Warszawskiej Szkoły Filmowej. Rok później skończyła naukę na Wydziale Fotograficznym tejże uczelni.

### Kariera
W 1995 roku wyjechała do Szwecji. Gdy miała 18 lat, wróciła do Polski i zamieszkała na warszawskiej Saskiej Kępie. W tym czasie dorywczo pracowała w jednym z punktów sieci telekomunikacyjnej Plus.
W latach 2000–2001 pozowała dla polskiej edycji magazynu „Playboy”. W kwietniu 2002 roku pojawiła się na okładce magazynu „CKM”. W 2003 wystąpiła w teledysku K.A.S.Y. do piosenki „Chcę być idolem”. W 2006 roku zadebiutowała rolą teatralną Pixi w spektaklu Nicland Anny Burzyńskiej w Teatrze „Polonia” w Warszawie. Od 2015 roku wydaje kalendarze pod szyldem „Szlachetna kobieta”, który ma na celu „szerzenie świadomości na temat raka i zachęcanie kobiet do badań profilaktycznych”. Od 2017 roku jest redaktor naczelną magazynu „Gentleman”, dla którego wcześniej realizowała sesje zdjęciowe do wywiadów.

### Życie prywatne
Ma dwóch synów, Olivera (ur. 2000) i Fryderyka Vincenta (ur. 2013).

## Filmografia
- 1999−2001: Złotopolscy − Carmen
- 1999: Lot 001 − kandydatka na stewardesę (odc. 1)
- 2000: Pierwszy milion − krupierka w kasynie
- 2002: Superprodukcja − modelka z ulotki
- 2002−2010: Samo życie − pielęgniarka w Prywatnej Klinice Okulistycznej „Top Med”
- 2002: Kariera Nikosia Dyzmy − Magda, żona ministra
- 2003: Zostać miss 2 − Kaśka, uczestniczka konkursu „Miss Desperado”
- 2003: Tygrysy Europy 2 − Zaza
- 2003: Czego się boją faceci, czyli seks w mniejszym mieście − Mimi (odc. 5 i 6)
- 2003: Na dobre i na złe − Kinga Kowalczyk, dziennikarka pisma „Elite” (odc. 231, 235 i 236)
- 2005: Kryminalni − Ola Paprocka, pracownica kantoru „Bigosa” (odc. 37)
- 2006: Okazja − pani Gorąca (odc. 19)
- 2006: Faceci do wzięcia − Oksana Timoszuk, gosposia magistra Nowackiego (odc. 9 i 14)
- 2006: Dylematu 5 − redaktorka Monika
- 2006: Daleko od noszy − lokatorka (odc. 101)
- 2007−2008: Plebania − tirówka Viola
- 2007: I kto tu rządzi? − Dagmara (odc. 10)
- 2008: Wydział zabójstw − Anna Jaracz (odc. 36)
- 2008: Agentki − blondynka (odc. 6)
- 2012: Reguły gry − Ewa (odc. 15)
- 2015: Hel − Esma